# I liga polska w piłce nożnej (2024/2025)/Wyniki spotkań jesień

## Zestawienie wszystkich rozegranych meczów
Kliknięcie na wynik powoduje przejście do opisu danego spotkania.
| Gospodarz \ Gość             | ARK | BBT | CHG | TYC | GKŁ | KOT | ŁKS | MIE | ODO | PSI | PWA | RCH | STR | SSW | WAR | WKR | WPŁ | ZNI |
| ---------------------------- | --- | --- | --- | --- | --- | --- | --- | --- | --- | --- | --- | --- | --- | --- | --- | --- | --- | --- |
| Arka Gdynia                  |     | 2–1 | 2–0 | 2–2 | 1–2 | 5–0 | 2–1 | 2–0 | 1–0 | 2–1 | 0–0 | 1–1 | 2–1 | 5–1 | 3–0 | 2–2 | 2–0 | 1–1 |
| Bruk-Bet Termalica Nieciecza | 2–1 |     | 3–2 | 2–1 | 3–1 | 2–1 | 2–2 | 1–1 | 3–0 | 1–1 | 0–3 | 1–1 | 3–1 | 3–0 | 3–0 | 2–2 | 4–2 | 1–2 |
| Chrobry Głogów               | 2–2 | 0–4 |     | 0–0 | 1–1 | 3–2 | 1–2 | 1–1 | 1–1 | 1–0 | 1–2 | 2–2 | 1–3 | 2–0 | 2–1 | 0–3 | 0–0 | 3–2 |
| GKS Tychy                    | 1–1 | 0–2 | 3–1 |     | 3–1 | 4–0 | 0–3 | 2–2 | 0–0 | 2–0 | 1–1 | 0–1 | 1–0 | 0–0 | 1–1 | 0–2 | 2–1 | 1–1 |
| Górnik Łęczna                | 0–1 | 0–2 | 1–0 | 2–2 |     | 3–0 | 2–2 | 1–2 | 2–2 | 1–3 | 3–1 | 2–0 | 2–1 | 2–0 | 1–1 | 1–0 | 2–2 | 1–2 |
| Kotwica Kołobrzeg            | 0–1 | 0–5 | 2–1 | 0–0 | 1–1 |     | 0–0 | 0–0 | 0–1 | 1–1 | 1–0 | 3–4 | 1–3 | 1–1 | 0–1 | 1–1 | 2–0 | 0–0 |
| ŁKS Łódź                     | 0–2 | 1–2 | 3–0 | 1–3 | 1–1 | 0–1 |     | 0–1 | 1–2 | 2–0 | 0–0 | 0–1 | 5–0 | 0–0 | 3–1 | 3–1 | 0–1 | 2–3 |
| Miedź Legnica                | 1–2 | 1–4 | 1–0 | 1–3 | 0–2 | 1–1 | 1–0 |     | 2–1 | 4–1 | 2–3 | 3–0 | 3–3 | 4–2 | 3–2 | 2–1 | 2–2 | 4–0 |
| Odra Opole                   | 0–6 | 2–2 | 0–2 | 1–5 | 0–0 | 4–2 | 0–1 | 0–2 |     | 4–1 | 0–1 | 0–2 | 3–0 | 2–1 | 0–0 | 1–2 | 1–2 | 1–1 |
| Pogoń Siedlce                | 1–1 | 1–2 | 1–2 | 0–1 | 1–1 | 2–1 | 1–1 | 3–0 | 0–1 |     | 2–4 | 1–1 | 1–1 | 0–0 | 2–1 | 1–3 | 1–3 | 2–1 |
| Polonia Warszawa             | 0–3 | 0–1 | 4–2 | 2–1 | 2–1 | 2–2 | 0–1 | 0–1 | 3–0 | 2–1 |     | 1–0 | 1–0 | 2–3 | 2–0 | 2–0 | 0–0 | 0–1 |
| Ruch Chorzów                 | 0–1 | 2–2 | 5–0 | 0–1 | 3–2 | 1–0 | 1–3 | 1–2 | 6–0 | 1–1 | 1–1 |     | 3–0 | 1–3 | 2–1 | 0–5 | 0–0 | 0–0 |
| Stal Rzeszów                 | 1–0 | 1–2 | 0–0 | 5–1 | 0–3 | 1–0 | 2–4 | 1–0 | 2–2 | 2–4 | 1–2 | 0–2 |     | 2–2 | 4–0 | 0–3 | 0–1 | 2–1 |
| Stal Stalowa Wola            | 0–3 | 3–3 | 1–1 | 0–1 | 0–1 | 0–2 | 0–1 | 0–2 | 0–0 | 1–3 | 1–1 | 2–0 | 2–2 |     | 0–0 | 1–5 | 1–3 | 0–5 |
| Warta Poznań                 | 0–1 | 0–1 | 1–0 | 1–3 | 0–2 | 0–1 | 2–4 | 1–4 | 1–0 | 2–1 | 1–2 | 0–2 | 0–1 | 1–0 |     | 0–1 | 1–2 | 1–1 |
| Wisła Kraków                 | 2–2 | 2–0 | 2–1 | 0–0 | 1–0 | 2–1 | 2–1 | 1–1 | 5–0 | 1–0 | 0–0 | 3–1 | 1–1 | 5–0 | 0–1 |     | 1–3 | 0–1 |
| Wisła Płock                  | 1–0 | 3–0 | 2–1 | 0–0 | 2–2 | 1–1 | 3–0 | 2–1 | 2–1 | 1–0 | 4–1 | 3–2 | 1–1 | 2–1 | 4–0 | 1–3 |     | 2–3 |
| Znicz Pruszków               | 0–1 | 0–1 | 2–3 | 2–2 | 2–3 | 4–0 | 2–2 | 2–1 | 2–1 | 1–0 | 2–1 | 2–3 | 2–0 | 0–1 | 0–0 | 2–1 | 2–2 |     |

1. ↑  Mecz 27. kolejki (8.04) między Górnik Łęczna a Kotwica Kołobrzeg został zweryfikowany jako walkower 3-0 dla Górnika. Drużyna gości przekroczyła limit zawodników spoza Unii Europejskiej. Wynik na boisku 0:0.

## Jesień (19 lipca – 9 grudnia)
Źródło: 

### 1. kolejka (19 – 22 lipca)
| 119 lipca 2024 | Polonia Warszawa              | 0:1   | Znicz Pruszków |                                                                        |
| 18:00          |                               | (0:0) | 88' Wiech      | Stadion Polonii, Warszawa Widzów: 2346 Sędzia: Jacek Małyszek (Lublin) |
| 18:00          | Kluska 18' · Hoxhallari 90+1' | (0:0) | 75' Sokół      | Stadion Polonii, Warszawa Widzów: 2346 Sędzia: Jacek Małyszek (Lublin) |

| 219 lipca 2024 | Odra Opole              | 0:2   | Ruch Chorzów                    |                                                                   |
| 20:30          |                         | (0:1) | 13' Novothny · 88' (k) Szczepan | Stadion Miejski, Opole Widzów: 3500 Sędzia: Karol Arys (Szczecin) |
| 20:30          | 75' Góra · 90' Novothny | (0:1) |                                 | Stadion Miejski, Opole Widzów: 3500 Sędzia: Karol Arys (Szczecin) |

| 320 lipca 2024 | Bruk-Bet Termalica Nieciecza      | 3:0   | Warta Poznań                             |                                                                        |
| 14:30          | Trubeha 54', 66' · Putiwcew 90+1' | (0:0) |                                          | Stadion Sportowy, Nieciecza Widzów: 2611 Sędzia: Albert Różycki (Łódź) |
| 14:30          | Kasperkiewicz 64'                 | (0:0) | 37' Pleśnierowicz · 77', 81' Wojcinowicz | Stadion Sportowy, Nieciecza Widzów: 2611 Sędzia: Albert Różycki (Łódź) |

| 420 lipca 2024 | Pogoń Siedlce | 1:2   | Chrobry Głogów                 |                                                                    |
| 17:00          | Hrnčiar 90+3' | (0:2) | 15' Bonecki · 45+1' Bartlewicz | Stadion ROSRRiT, Siedlce Widzów: 1682 Sędzia: Piotr Idzik (Poznań) |
| 17:00          | Miś 68'       | (0:2) | 83' Mandrysz · 90' Kuzdra      | Stadion ROSRRiT, Siedlce Widzów: 1682 Sędzia: Piotr Idzik (Poznań) |

| 520 lipca 2024 | Stal Stalowa Wola          | 0:1   | Górnik Łęczna | |
| 19:35          |                            | (0:0) | 90+5' Warchoł | Podkarpackie Centrum Piłki Nożnej, Stalowa Wola Widzów: 3764 Sędzia: Piotr Szypuła (Bielsko-Biała) |
| 19:35          | Soszyński 26' · Furtak 62' | (0:0) | 90+8' Spáčil  | Podkarpackie Centrum Piłki Nożnej, Stalowa Wola Widzów: 3764 Sędzia: Piotr Szypuła (Bielsko-Biała) |

| 621 lipca 2024 | Wisła Płock                                                                          | 1:1   | Kotwica Kołobrzeg |                                                                       |
| 12:00          | Famulak 48'                                                                          | (0:1) | 13' Cywiński      | Orlen Stadion, Płock Widzów: 5093 Sędzia: Leszek Lewandowski (Zabrze) |
| 12:00          | Pomorski 11' · Edmundsson 19' · Famulak 27' · Niepsuj 53' · Szymański 76' · Jime 89' | (0:1) | 18' Kozajda       | Orlen Stadion, Płock Widzów: 5093 Sędzia: Leszek Lewandowski (Zabrze) |

| 717 września 2024 | ŁKS Łódź                                      | 3:1   | Wisła Kraków                                |                                                                                       |
| 19:30             | Arasa 10' · Feiertag 28' · Mokrzycki 71' (k.) | (2:0) | 90+6' Uryga                                 | Stadion Miejski im. Władysława Króla, Łódź Widzów: 6687 Sędzia: Wojciech Myć (Lublin) |
| 19:30             | Głowacki 32' · Arasa 44'                      | (2:0) | 69' Sukiennicki · 89' Łasicki · 90+5' Uryga | Stadion Miejski im. Władysława Króla, Łódź Widzów: 6687 Sędzia: Wojciech Myć (Lublin) |

| 821 lipca 2024 | GKS Tychy                       | 2:2   | Miedź Legnica               |                                                                     |
| 14:30          | Makowski 57' · Śpiączka 89'     | (0:1) | 35' Mioč · 85' Hartherz     | Stadion Miejski, Tychy Widzów: 4231 Sędzia: Marcin Kochanek (Opole) |
| 14:30          | Ertlthaler 69' · Budnicki 90+1' | (0:1) | 47' Kwiecień · 90+1' Drygas | Stadion Miejski, Tychy Widzów: 4231 Sędzia: Marcin Kochanek (Opole) |

| 922 lipca 2024 | Stal Rzeszów                | 1:0   | Arka Gdynia |                                                                          |
| 19:00          | Diaz 82'                    | (0:0) |             | Stadion Miejski, Rzeszów Widzów: 3897 Sędzia: Sebastian Jarzębak (Bytom) |
| 19:00          | 58' Borecki · 86' Marcjanik | (0:0) |             | Stadion Miejski, Rzeszów Widzów: 3897 Sędzia: Sebastian Jarzębak (Bytom) |

### 2. kolejka (26 – 29 lipca)
| 126 lipca 2024 | Miedź Legnica                        | 4:2   | Stal Stalowa Wola       |                                                                                           |
| 18:00          | Bogacz 7', 18' · Kaczmarski 38', 61' | (3:0) | 75' Jończy · 80' Górski | Stadion Miejski im. Orła Białego, Legnica Widzów: 3406 Sędzia: Grzegorz Kawałko (Olsztyn) |
| 18:00          | Drygas 31' · Antonik 48'             | (3:0) | 35' Wojtkowski          | Stadion Miejski im. Orła Białego, Legnica Widzów: 3406 Sędzia: Grzegorz Kawałko (Olsztyn) |

| 226 lipca 2024 | Kotwica Kołobrzeg | 0:0   | GKS Tychy                             |                                                                                            |
| 20:00          |                   | (0:0) |                                       | Stadion im. Sebastiana Karpiniuka, Kołobrzeg Widzów: 2379 Sędzia: Sylwester Rasmus (Toruń) |
| 20:00          | Jonathan 60'      | (0:0) | 19' Tecław · 74' Kubik · 86' Śpiączka | Stadion im. Sebastiana Karpiniuka, Kołobrzeg Widzów: 2379 Sędzia: Sylwester Rasmus (Toruń) |

| 327 lipca 2024 | Chrobry Głogów            | 0:4   | Bruk-Bet Termalica Nieciecza                            |                                                                        |
| 14:30          |                           | (0:0) | 56', 80' Jakubik · 72' (k) Karasek · 90+3' Ambrosiewicz | Stadion Miejski, Głogów Widzów: 1022 Sędzia: Łukasz Szczech (Warszawa) |
| 14:30          | Kuzdra 45+2' · Lewkot 73' | (0:0) | 73' Hilbrycht                                           | Stadion Miejski, Głogów Widzów: 1022 Sędzia: Łukasz Szczech (Warszawa) |

| 427 lipca 2024 | Górnik Łęczna                 | 2:1   | Stal Rzeszów |                                                                        |
| 17:00          | Banaszak 19' · Warchoł 84'    | (1:0) | 50' Bała     | Stadion Górnika, Łęczna Widzów: 1977 Sędzia: Piotr Rzucidło (Warszawa) |
| 17:00          | Bednarczyk 22' · Pindroch 40' | (1:0) | 22' Prokić   | Stadion Górnika, Łęczna Widzów: 1977 Sędzia: Piotr Rzucidło (Warszawa) |

| 527 lipca 2024 | Warta Poznań             | 1:2   | Wisła Płock        |                                                                                           |
| 19:35          | Pleśnierowicz 22'        | (1:0) | 54' Jime · 66' Kun | Stadion Respect Energy, Grodzisk Wielkopolski Widzów: 1593 Sędzia: Piotr Urban (Warszawa) |
| 19:35          | 58' Kocyła · 89' Pacheco | (1:0) |                    | Stadion Respect Energy, Grodzisk Wielkopolski Widzów: 1593 Sędzia: Piotr Urban (Warszawa) |

| 628 lipca 2024 | Odra Opole                                   | 4:1   | Pogoń Siedlce          |                                                                           |
| 12:00          | Wolny 2', 53' · Łyszczarz 20' · Purzycki 76' | (2:0) | 90+2' (k) Demianiuk    | Stadion Miejski, Opole Widzów: 1865 Sędzia: Mateusz Piszczelok (Katowice) |
| 12:00          | Szrek 28' · Wolny 34' · Domínguez 70'        | (2:0) | 23' Burka · 71' Pyrdoł | Stadion Miejski, Opole Widzów: 1865 Sędzia: Mateusz Piszczelok (Katowice) |

| 728 lipca 2024 | Wisła Kraków                              | 0:0   | Polonia Warszawa                                                             |                                                                                          |
| 14:30          |                                           | (0:0) |                                                                              | Stadion Miejski im. Henryka Reymana, Kraków Widzów: 16 118 Sędzia: Tomasz Wajda (Żywiec) |
| 14:30          | Jaroch 28' · Mikulec 55' · Biedrzycki 56' | (0:0) | 19' Hoxhallari · 32' Zjawiński · 40' Bajdur · 65' Koton · 90+3' Kołodziejski | Stadion Miejski im. Henryka Reymana, Kraków Widzów: 16 118 Sędzia: Tomasz Wajda (Żywiec) |

| 828 lipca 2024 | Ruch Chorzów                           | 0:0   | Znicz Pruszków                            |                                                                          |
| 17:00          |                                        | (0:0) |                                           | Stadion Śląski, Chorzów Widzów: 13 194 Sędzia: Sebastian Krasny (Kraków) |
| 17:00          | Góra 24' · Starzyński 45' · Sadlok 84' | (0:0) | 14' Nowak · 60' Moskwik · 90+2' Koprowski | Stadion Śląski, Chorzów Widzów: 13 194 Sędzia: Sebastian Krasny (Kraków) |

| 929 lipca 2024 | Arka Gdynia              | 2:1   | ŁKS Łódź      |                                                                            |
| 20:30          | Marcjanik 7' · Skóra 88' | (1:1) | 45+2' Louveau | Stadion Miejski, Gdynia Widzów: 6970 Sędzia: Marcin Szczerbowicz (Olsztyn) |
| 20:30          | 59' Gülen · 77' Louveau  | (1:1) |               | Stadion Miejski, Gdynia Widzów: 6970 Sędzia: Marcin Szczerbowicz (Olsztyn) |

### 3. kolejka (2 – 5 sierpnia)
| 12 sierpnia 2024 | GKS Tychy                                          | 1:1   | Warta Poznań                                      |                                                                |
| 18:00            | Żytek 39'                                          | (1:0) | 90' Firlej                                        | Stadion Miejski, Tychy Widzów: 3813 Sędzia: Paweł Pskit (Łódź) |
| 18:00            | Połap 61' · Budnicki 72', 90+10' · Dijaković 90+6' | (1:0) | 71' Wojcinowicz · 75' Pleśnierowicz · 90+2' Kiełb | Stadion Miejski, Tychy Widzów: 3813 Sędzia: Paweł Pskit (Łódź) |

| 22 sierpnia 2024 | Ruch Chorzów                          | 1:1   | Pogoń Siedlce                           |                                                                     |
| 20:30            | Starzyński 56'                        | (0:0) | 84' Pik                                 | Stadion Śląski, Chorzów Widzów: 10 083 Sędzia: Piotr Idzik (Poznań) |
| 20:30            | Lukić 14' · Szczepan 48' · Góra 90+4' | (0:0) | 34' Burka · 40' Dzięcioł · 90' Milašius | Stadion Śląski, Chorzów Widzów: 10 083 Sędzia: Piotr Idzik (Poznań) |

| 33 sierpnia 2024 | Stal Stalowa Wola                                       | 0:2   | Kotwica Kołobrzeg             |                                                                                               |
| 14:30            |                                                         | (0:1) | 38' Jonathan · 90+3' Bykowski | Podkarpackie Centrum Piłki Nożnej, Stalowa Wola Widzów: 2900 Sędzia: Mateusz Jenda (Warszawa) |
| 14:30            | Jończy 40' · Wojtkowski 50' · Imiela 88' · Furtak 90+2' | (0:1) | 80' Kreković                  | Podkarpackie Centrum Piłki Nożnej, Stalowa Wola Widzów: 2900 Sędzia: Mateusz Jenda (Warszawa) |

| 43 sierpnia 2024 | Wisła Płock           | 2:1   | Chrobry Głogów           |                                                                  |
| 17:00            | Sekulski 29' (k), 49' | (1:0) | 77' Szarek               | Orlen Stadion, Płock Widzów: 4563 Sędzia: Łukasz Karski (Słupsk) |
| 17:00            | Kocyła 68'            | (1:0) | 39' Bonecki · 51' Kuzdra | Orlen Stadion, Płock Widzów: 4563 Sędzia: Łukasz Karski (Słupsk) |

| 53 sierpnia 2024 | Polonia Warszawa | 0:3   | Arka Gdynia                                |                                                                      |
| 19:35            |                  | (0:1) | 18' Sobczak · 70' Vitalucci · 90+1' Czubak | Stadion Polonii, Warszawa Widzów: 1947 Sędzia: Wojciech Myć (Lublin) |
| 19:35            | Cissé 51'        | (0:1) |                                            | Stadion Polonii, Warszawa Widzów: 1947 Sędzia: Wojciech Myć (Lublin) |

| 64 sierpnia 2024 | Stal Rzeszów | 1:0   | Miedź Legnica                        |                                                                          |
| 12:00            | Peña 77'     | (0:0) |                                      | Stadion Miejski, Rzeszów Widzów: 3426 Sędzia: Sebastian Jarzębak (Bytom) |
| 12:00            | Łyczko 74'   | (0:0) | 45+1', 88' Kwiecień · 71' Kaczmarski | Stadion Miejski, Rzeszów Widzów: 3426 Sędzia: Sebastian Jarzębak (Bytom) |

| 74 sierpnia 2024 | Znicz Pruszków                               | 2:1   | Wisła Kraków                                                         |                                                                   |
| 14:30            | Wiech 76' · Stanclik 90+4' (k)               | (0:1) | 18' Rodado                                                           | Stadion Znicza, Pruszków Widzów: 1423 Sędzia: Damian Kos (Gdańsk) |
| 14:30            | Ciepiela 57' · Koprowski 89' · Misztal 90+8' | (0:1) | 45' Rodado · 66', 73' Kiss · 75' Kiakos · 90+2' Jaroch · 90+2' Uryga | Stadion Znicza, Pruszków Widzów: 1423 Sędzia: Damian Kos (Gdańsk) |

| 84 sierpnia 2024 | Bruk-Bet Termalica Nieciecza            | 3:0   | Odra Opole                              |                                                                                |
| 17:00            | Putiwcew 21' · Karasek 62' · Cieśla 81' | (1:0) |                                         | Stadion Sportowy, Nieciecza Widzów: 3049 Sędzia: Tomasz Kwiatkowski (Warszawa) |
| 17:00            | Zawijski 36' · Karasek 69' · Wróbel 80' | (1:0) | 39' Bartosz · 45+1' Piroch · 46' Zawada | Stadion Sportowy, Nieciecza Widzów: 3049 Sędzia: Tomasz Kwiatkowski (Warszawa) |

| 95 sierpnia 2024 | ŁKS Łódź                                                 | 1:1   | Górnik Łęczna |                                                                                             |
| 20:30            | Arasa 50'                                                | (0:0) | 89' Warchoł   | Stadion Miejski im. Władysława Króla, Łódź Widzów: 6421 Sędzia: Leszek Lewandowski (Zabrze) |
| 20:30            | Majcenić 11' · Louveau 56' · Mokrzycki 64' · Kupczak 77' | (0:0) | 90+7' Warchoł | Stadion Miejski im. Władysława Króla, Łódź Widzów: 6421 Sędzia: Leszek Lewandowski (Zabrze) |

### 4. kolejka (9 – 12 sierpnia)
| 19 sierpnia 2024 | Chrobry Głogów   | 0:0   | GKS Tychy      |                                                           |
| 18:00            |                  | (0:0) |                | Stadion Miejski, Głogów Sędzia: Piotr Rzucidło (Warszawa) |
| 18:00            | Bartlewicz 90+6' | (0:0) | 56' Ertlthaler | Stadion Miejski, Głogów Sędzia: Piotr Rzucidło (Warszawa) |

| 29 sierpnia 2024 | Arka Gdynia                                   | 1:1   | Znicz Pruszków |                                                                         |
| 20:30            | Oliveira 14'                                  | (1:1) | 12' Nowak      | Stadion Miejski, Gdynia Widzów: 4997 Sędzia: Patryk Gryckiewicz (Toruń) |
| 20:30            | Gaprindaszwili 55' · Czubak 56' · Hermoso 83' | (1:1) | 46' Wiech      | Stadion Miejski, Gdynia Widzów: 4997 Sędzia: Patryk Gryckiewicz (Toruń) |

| 310 sierpnia 2024 | Górnik Łęczna                   | 3:1   | Polonia Warszawa                                                       |                                                       |
| 14:30             | Banaszak 15', 64' · Warchoł 55' | (1:0) | 90+2' Poczobut                                                         | Stadion Górnika, Łęczna Sędzia: Tomasz Wajda (Żywiec) |
| 14:30             | Szabaciuk 38' · Deja 45+3'      | (1:0) | 31' Poczobut · 57' Zjawiński · 70' Bajdur · 82' Cissé · 84' Hoxhallari | Stadion Górnika, Łęczna Sędzia: Tomasz Wajda (Żywiec) |

| 410 sierpnia 2024 | Warta Poznań                | 1:0   | Stal Stalowa Wola                   |                                                                                 |
| 17:00             | Adamski 8' (k)              | (1:0) |                                     | Stadion Respect Energy, Grodzisk Wielkopolski Sędzia: Sebastian Krasny (Kraków) |
| 17:00             | Kiełb 43' · Przybyłko 45+3' | (1:0) | 55' Łącki · 59' Furtak · 90+6' Wilk | Stadion Respect Energy, Grodzisk Wielkopolski Sędzia: Sebastian Krasny (Kraków) |

| 510 sierpnia 2024 | Miedź Legnica              | 1:0   | ŁKS Łódź                                      |                                                                                              |
| 19:35             | Mioč 68'                   | (0:0) |                                               | Stadion Miejski im. Orła Białego, Legnica Widzów: 3799 Sędzia: Mateusz Piszczelok (Katowice) |
| 19:35             | Podgórski 42' · Kostka 64' | (0:0) | 43' Mokrzycki · 64' Pirulo · 90+1' Mihaljević | Stadion Miejski im. Orła Białego, Legnica Widzów: 3799 Sędzia: Mateusz Piszczelok (Katowice) |

| 611 sierpnia 2024 | Pogoń Siedlce   | 1:2   | Bruk-Bet Termalica Nieciecza         |                                                                          |
| 12:00             | Demianiuk 45+3' | (1:2) | 28' Trubeha · 45+3' Ambrosiewicz     | Stadion ROSRRiT, Siedlce Widzów: 1227 Sędzia: Grzegorz Kawałko (Olsztyn) |
| 12:00             | Amoah 65'       | (1:2) | 5' Trubeha · 47' Wolski · 79' Cieśla | Stadion ROSRRiT, Siedlce Widzów: 1227 Sędzia: Grzegorz Kawałko (Olsztyn) |

| 711 sierpnia 2024 | Odra Opole    | 1:2   | Wisła Płock                 |                                                    |
| 14:30             | Muratović 18' | (1:2) | 6', 16' Jime                | Stadion Miejski, Opole Sędzia: Piotr Lasyk (Bytom) |
| 14:30             | Piroch 10'    | (1:2) | 20' Sekulski · 90' Salvador | Stadion Miejski, Opole Sędzia: Piotr Lasyk (Bytom) |

| 811 sierpnia 2024 | Kotwica Kołobrzeg          | 1:3   | Stal Rzeszów                                |                                                                             |
| 17:00             | Kosakiewicz 47'            | (0:2) | 7' Prokić · 21' (sam.) Wełna · 90+1' Łyczko | Stadion im. Sebastiana Karpiniuka, Kołobrzeg Sędzia: Piotr Urban (Warszawa) |
| 17:00             | Kreković 63' · Kozajda 78' | (0:2) | 52' Šimčák                                  | Stadion im. Sebastiana Karpiniuka, Kołobrzeg Sędzia: Piotr Urban (Warszawa) |

| 912 sierpnia 2024 | Wisła Kraków                                 | 3:1   | Ruch Chorzów                                   |                                                                                                 |
| 19:30             | Rodado 45+2', 75' (k) · Sukiennicki 90+3'    | (1:0) | 57' Szymański                                  | Stadion Miejski im. Henryka Reymana, Kraków Widzów: 22 217 Sędzia: Jarosław Przybył (Kluczbork) |
| 19:30             | Biedrzycki 41' · Mikulec 73' · Zwoliński 89' | (1:0) | 39' Ventúra · 50' Starzyński · 69' Konczkowski | Stadion Miejski im. Henryka Reymana, Kraków Widzów: 22 217 Sędzia: Jarosław Przybył (Kluczbork) |

### 5. kolejka (16 – 19 sierpnia)
| 116 sierpnia 2024 | Stal Stalowa Wola | 1:1   | Chrobry Głogów         |                                                                                            |
| 18:00             | Lewkot 27' (sam.) | (1:1) | 14' Mucha              | Podkarpackie Centrum Piłki Nożnej, Stalowa Wola Widzów: 2705 Sędzia: Albert Różycki (Łódź) |
| 18:00             | Strózik 69'       | (1:1) | 33' Tabiś · 44' Lewkot | Podkarpackie Centrum Piłki Nożnej, Stalowa Wola Widzów: 2705 Sędzia: Albert Różycki (Łódź) |

| 216 sierpnia 2024 | ŁKS Łódź                                | 0:2   | Kotwica Kołobrzeg             |                                                                                        |
| 20:30             |                                         | (0:1) | 14' Bykowski · 90+7' Petrović | Stadion Miejski im. Władysława Króla, Łódź Widzów: 6254 Sędzia: Łukasz Karski (Słupsk) |
| 20:30             | Gülen 52' · Feiertag 72' · Majcenić 88' | (0:1) | 29' Kozajda · 88' Kosakiewicz | Stadion Miejski im. Władysława Króla, Łódź Widzów: 6254 Sędzia: Łukasz Karski (Słupsk) |

| 317 sierpnia 2024 | Polonia Warszawa                                        | 0:1   | Miedź Legnica                                                       |                                                                             |
| 14:30             |                                                         | (0:0) | 90+5' Mansfeld                                                      | Stadion Polonii, Warszawa Widzów: 1345 Sędzia: Damian Krumplewski (Olsztyn) |
| 14:30             | Wojciechowski 75' · Terpiłowski 90+1' · Zjawiński 90+6' | (0:0) | 19' Podgórski · 44' Kwiecień · 71' Kostka · 89' Tront · 90' Antonik | Stadion Polonii, Warszawa Widzów: 1345 Sędzia: Damian Krumplewski (Olsztyn) |

| 417 sierpnia 2024 | Stal Rzeszów                               | 4:0   | Warta Poznań |                                                          |
| 17:30             | Prokić 18' · Thill 28' (k), 52' · Bała 84' | (2:0) |              | Stadion Miejski, Rzeszów Sędzia: Jacek Małyszek (Lublin) |
| 17:30             | Synoś 1' · Thill 60'                       | (2:0) | 16' Tkaczuk  | Stadion Miejski, Rzeszów Sędzia: Jacek Małyszek (Lublin) |

| 517 sierpnia 2024 | GKS Tychy                          | 0:0   | Odra Opole                              |                                                                       |
| 19:35             |                                    | (0:0) |                                         | Stadion Miejski, Tychy Widzów: 3459 Sędzia: Łukasz Szczech (Warszawa) |
| 19:35             | Błachewicz 18' · Hołownia 53', 79' | (0:0) | 33' Purzycki · 55' Łyszczarz · 61' Pikk | Stadion Miejski, Tychy Widzów: 3459 Sędzia: Łukasz Szczech (Warszawa) |

| 618 sierpnia 2024 | Znicz Pruszków    | 2:3   | Górnik Łęczna                           |                                                           |
| 12:00             | Stanclik 22', 69' | (1:1) | 40', 73' Warchoł · 71' (sam.) Koprowski | Stadion Znicza, Pruszków Sędzia: Sylwester Rasmus (Toruń) |
| 12:00             | Wiech 26'         | (1:1) | 35' Spáčil · 90+3' Kostrzewski          | Stadion Znicza, Pruszków Sędzia: Sylwester Rasmus (Toruń) |

| 718 sierpnia 2024 | Bruk-Bet Termalica Nieciecza                                       | 1:1   | Ruch Chorzów                            |                                                                                |
| 14:30             | Faßbender 14'                                                      | (1:0) | 64' Szczepan                            | Stadion Sportowy, Nieciecza Widzów: 4492 Sędzia: Marcin Szczerbowicz (Olsztyn) |
| 14:30             | Cieśla 63' · Ambrosiewicz 69' · Kasperkiewicz 78' · Putiwcew 90+3' | (1:0) | 24' Lukić · 48' Szczepan · 90+5' Szwoch | Stadion Sportowy, Nieciecza Widzów: 4492 Sędzia: Marcin Szczerbowicz (Olsztyn) |

| 818 sierpnia 2024 | Wisła Płock                  | 1:0   | Pogoń Siedlce |                                                                      |
| 17:00             | Jime 74'                     | (0:0) |               | Orlen Stadion, Płock Widzów: 5378 Sędzia: Grzegorz Kawałko (Olsztyn) |
| 17:00             | Hiszpański 31' · Niepsuj 82' | (0:0) | 20' Hrnčiar   | Orlen Stadion, Płock Widzów: 5378 Sędzia: Grzegorz Kawałko (Olsztyn) |

| 919 sierpnia 2024 | Wisła Kraków                         | 2:2   | Arka Gdynia                                                   |                                                                                               |
| 19:00             | Rodado 13', 49'                      | (1:0) | 53', 84' Oliveira                                             | Stadion Miejski im. Henryka Reymana, Kraków Widzów: 14 070 Sędzia: Sebastian Jarzębak (Bytom) |
| 19:00             | Biedrzycki 62', 69' · Starzyński 88' | (1:0) | 30' Vitalucci · 77' Dobrotka · 87' Rzuchowski · 90+1' Hermoso | Stadion Miejski im. Henryka Reymana, Kraków Widzów: 14 070 Sędzia: Sebastian Jarzębak (Bytom) |

### 6. kolejka (20 – 22 sierpnia)
| 120 sierpnia 2024 | Kotwica Kołobrzeg                                               | 1:0   | Polonia Warszawa          |                                                                               |
| 18:00             | Kozajda 41'                                                     | (1:0) |                           | Stadion im. Sebastiana Karpiniuka, Kołobrzeg Widzów: 1684 Sędzia: Piotr Idzik |
| 18:00             | Kosakiewicz 37' · Petrović 44', 76' · Júnior 90+7' · Kort 90+7' | (1:0) | 60' Szur · 90+7' Poczobut | Stadion im. Sebastiana Karpiniuka, Kołobrzeg Widzów: 1684 Sędzia: Piotr Idzik |

| 220 sierpnia 2024 | Warta Poznań                 | 2:4   | ŁKS Łódź                                                  |                                                                                     |
| 20:30             | Bartkowski 49' · Szeliga 55' | (0:2) | 24' Arasa · 25' Młynarczyk · 51' Feiertag · 75' Mokrzycki | Stadion Respect Energy, Grodzisk Wielkopolski Widzów: 1174 Sędzia: Jarosław Przybył |
| 20:30             | Jóźwicki 73'                 | (0:2) | 21' Mihaljević · 84' Feiertag                             | Stadion Respect Energy, Grodzisk Wielkopolski Widzów: 1174 Sędzia: Jarosław Przybył |

| 320 sierpnia 2024 | Chrobry Głogów            | 1:3   | Stal Rzeszów                          |                                                                 |
| 20:30             | Ozimek 74'                | (0:1) | 30', 59' Díaz · 86' Peña              | Stadion Miejski, Głogów Widzów: 1023 Sędzia: Paweł Horożaniecki |
| 20:30             | Szarek 52' · Mandrysz 55' | (0:1) | 41' Synoś · 75' Šimčák · 90+3' Łysiak | Stadion Miejski, Głogów Widzów: 1023 Sędzia: Paweł Horożaniecki |

| 421 sierpnia 2024 | Bruk-Bet Termalica Nieciecza          | 4:2   | Wisła Płock                     |                                                                   |
| 18:00             | Karasek 55', 88', 90+1' · Trubeha 76' | (0:1) | 37' Jiménez · 71' Kun           | Stadion Sportowy, Nieciecza Widzów: 1736 Sędzia: Daniel Stefański |
| 18:00             | Faßbender 23' · Zapolnik 82'          | (0:1) | 30', 58' Niepsuj · 90+3' Misiak | Stadion Sportowy, Nieciecza Widzów: 1736 Sędzia: Daniel Stefański |

| 521 sierpnia 2024 | Odra Opole                 | 2:1   | Stal Stalowa Wola              |                                                          |
| 20:30             | Piroch 54' · Łyszczarz 67' | (0:1) | 35' Jończy                     | Stadion Miejski, Opole Widzów: 1976 Sędzia: Tomasz Wajda |
| 20:30             | Purzycki 31' · Szrek 44'   | (0:1) | 5', 71' Soszyński · 23' Furtak | Stadion Miejski, Opole Widzów: 1976 Sędzia: Tomasz Wajda |

| 621 sierpnia 2024 | Pogoń Siedlce                                              | 0:1   | GKS Tychy                                 |                                                                |
| 20:30             |                                                            | (0:1) | 27' Budnicki                              | Stadion ROSRRiT, Siedlce Widzów: 1168 Sędzia: Sylwester Rasmus |
| 20:30             | Dzięcioł 22' · Hrnčiar 44' · Zinkevych 45+4' · Krzyzak 50' | (0:1) | 45+4' Tecław · 81' Rumin · 90+4' Hołownia | Stadion ROSRRiT, Siedlce Widzów: 1168 Sędzia: Sylwester Rasmus |

| 722 sierpnia 2024 | Miedź Legnica                                          | 4:0   | Znicz Pruszków |                                                                                   |
| 17:30             | Drygas 1' · Chuca 9' · Mijušković 39' · Bogacz 48' (k) | (3:0) |                | Stadion Miejski im. Orła Białego, Legnica Widzów: 3118 Sędzia: Leszek Lewandowski |
| 17:30             | Grudziński 32'                                         | (3:0) | 38' Nowak      | Stadion Miejski im. Orła Białego, Legnica Widzów: 3118 Sędzia: Leszek Lewandowski |

| 822 sierpnia 2024 | Arka Gdynia   | 1:1   | Ruch Chorzów                 |                                                         |
| 19:00             | Marcjanik 63' | (0:1) | 26' Szczepan                 | Stadion Miejski, Gdynia Widzów: 7314 Sędzia: Karol Arys |
| 19:00             | Skóra 89'     | (0:1) | 6' Lukić · 67', 78' Novothny | Stadion Miejski, Gdynia Widzów: 7314 Sędzia: Karol Arys |

| 922 sierpnia 2024 | Górnik Łęczna              | 1:0   | Wisła Kraków                           |                                                          |
| 19:35             | Bednarczyk 51'             | (0:0) |                                        | Stadion Górnika, Łęczna Widzów: 2027 Sędzia: Piotr Urban |
| 19:35             | Żyra 55' · Banaszak 90+10' | (0:0) | 25' Jaroch · 41' Mikulec · 90+9' Uryga | Stadion Górnika, Łęczna Widzów: 2027 Sędzia: Piotr Urban |

### 7. kolejka (23 – 26 sierpnia)
| 123 sierpnia 2024 | Polonia Warszawa                                | 2:0   | Warta Poznań                 |                                                                   |
| 20:30             | Kobusiński 4' · Durmuş 24'                      | (2:0) |                              | Stadion Polonii, Warszawa Widzów: 1480 Sędzia: Mateusz Piszczelok |
| 20:30             | Wojciechowski 11' · Hoxhallari 73' · Durmuş 79' | (2:0) | 2' Bartkowski · 50' Jóźwicki | Stadion Polonii, Warszawa Widzów: 1480 Sędzia: Mateusz Piszczelok |

| 224 sierpnia 2024 | Stal Stalowa Wola          | 1:3   | Pogoń Siedlce                                  |                                                                                   |
| 14:30             | Banach 27'                 | (1:0) | 52', 90+3' Majewski · 65' Szuprytowski         | Podkarpackie Centrum Piłki Nożnej, Stalowa Wola Widzów: 2100 Sędzia: Szymon Łężny |
| 14:30             | Wojtkowski 44' · Lelek 81' | (1:0) | 37' Demianiuk · 49' Milašius · 63' Danielewicz | Podkarpackie Centrum Piłki Nożnej, Stalowa Wola Widzów: 2100 Sędzia: Szymon Łężny |

| 324 sierpnia 2024 | Stal Rzeszów          | 2:2   | Odra Opole                 |                                                                  |
| 17:00             | Prokić 22' · Bała 82' | (1:1) | 13' Muratović · 52' Piroch | Stadion Miejski, Rzeszów Widzów: 3612 Sędzia: Damian Sylwestrzak |
| 17:00             | Synoś 16' · Peña 84'  | (1:1) | 34' Żemło · 39' Muratović  | Stadion Miejski, Rzeszów Widzów: 3612 Sędzia: Damian Sylwestrzak |

| 424 sierpnia 2024 | GKS Tychy                        | 0:2   | Bruk-Bet Termalica Nieciecza  |                                                                |
| 19:35             |                                  | (0:1) | 39' Hilbrycht · 84' Faßbender | Stadion Miejski, Tychy Widzów: 2750 Sędzia: Tomasz Kwiatkowski |
| 19:35             | Budnicki 8' · Sanyang 89', 90+3' | (0:1) | 89' Wolski                    | Stadion Miejski, Tychy Widzów: 2750 Sędzia: Tomasz Kwiatkowski |

| 525 sierpnia 2024 | Znicz Pruszków                                          | 4:0   | Kotwica Kołobrzeg |                                                             |
| 12:00             | Nowak 20' · Wiech 66' · Stanclik 71' · Kazimierczak 90' | (1:0) |                   | Stadion Znicza, Pruszków Widzów: 540 Sędzia: Jacek Małyszek |
| 12:00             | 86' Júnior                                              | (1:0) |                   | Stadion Znicza, Pruszków Widzów: 540 Sędzia: Jacek Małyszek |

| 625 sierpnia 2024 | ŁKS Łódź                              | 3:0   | Chrobry Głogów   |                                                                            |
| 14:30             | Arasa 40' · Mokrzycki 45' · Zając 89' | (2:0) |                  | Stadion Miejski im. Władysława Króla, Łódź Widzów: 6386 Sędzia: Damian Kos |
| 14:30             | Gülen 31' · Arasa 50' · Dankowski 80' | (2:0) | 45+6' Bartlewicz | Stadion Miejski im. Władysława Króla, Łódź Widzów: 6386 Sędzia: Damian Kos |

| 725 sierpnia 2024 | Arka Gdynia                                                | 1:2   | Górnik Łęczna                                       |                                                             |
| 17:00             | Czubak 1'                                                  | (1:1) | 23' (k.) Banaszak · 67' Żyra                        | Stadion Miejski, Gdynia Widzów: 6707 Sędzia: Łukasz Szczech |
| 17:00             | Jakubczyk 45' · Borecki 57' · Czubak 83' · Vitalucci 90+3' | (1:1) | 15' Deja · 37' Barauskas · 38' Banaszak · 70' Broda | Stadion Miejski, Gdynia Widzów: 6707 Sędzia: Łukasz Szczech |

| 826 sierpnia 2024 | Wisła Płock                                      | 3:2   | Ruch Chorzów                                                                   |                                                      |
| 19:00             | Edmundsson 21' · Hiszpański 70' · Krawczyk 90+3' | (1:1) | 33' Szwoch · 76' Szczepan                                                      | Orlen Stadion, Płock Widzów: 7011 Sędzia: Karol Arys |
| 19:00             | Edmundsson 48' · Kocyła 90+5'                    | (1:1) | 24' Lukić · 37' Szwoch · 38' Szczepan · 63' Szymański · 78' Ventura · 90' Nono | Orlen Stadion, Płock Widzów: 7011 Sędzia: Karol Arys |

| 912 grudnia 2024 | Wisła Kraków | 1:1   | Miedź Legnica                                                             |                                                                                    |
| 19:00            | Rodado 57'   | (0:0) | 54' Antonik                                                               | Stadion Miejski im. Henryka Reymana, Kraków Widzów: 12 301 Sędzia: Marcin Kochanek |
| 19:00            | Uryga 26'    | (0:0) | 6' Kovačević · 16' Podgórski · 31' Drygas · 50' Michalik · 87' Kaczmarski | Stadion Miejski im. Henryka Reymana, Kraków Widzów: 12 301 Sędzia: Marcin Kochanek |

### 8. kolejka (30 sierpnia – 1 września)
| 130 sierpnia 2024 | Odra Opole                                     | 0:1   | ŁKS Łódź                       |                                                                |
| 18:00             |                                                | (0:1) | 7' Feiertag                    | Stadion Miejski, Opole Widzów: 2183 Sędzia: Sebastian Jarzębak |
| 18:00             | Muratović 16' · Bartosz 34' · Czapliński 90+4' | (0:1) | 81' Tutyškinas · 88' Mokrzycki | Stadion Miejski, Opole Widzów: 2183 Sędzia: Sebastian Jarzębak |

| 230 sierpnia 2024 | Miedź Legnica                                 | 1:2   | Arka Gdynia                      |                                                                                |
| 20:30             | Grudziński 28'                                | (1:1) | 31' Czubak · 90+11' (k.) Sobczak | Stadion Miejski im. Orła Białego, Legnica Widzów: 4768 Sędzia: Marcin Kochanek |
| 20:30             | Chuca 48' · Hartherz 90+10' · Kwiecień 90+12' | (1:1) |                                  | Stadion Miejski im. Orła Białego, Legnica Widzów: 4768 Sędzia: Marcin Kochanek |

| 330 sierpnia 2024 | Chrobry Głogów               | 1:2   | Polonia Warszawa                  |                                                                |
| 20:30             | Szwedzik 69' (k.)            | (0:1) | 42' (sam.) Mucha · 81' Kobusiński | Stadion Miejski, Głogów Widzów: 985 Sędzia: Leszek Lewandowski |
| 20:30             | Lebedyński 18' · Bonecki 85' | (0:1) | 21' Wojciechowski                 | Stadion Miejski, Głogów Widzów: 985 Sędzia: Leszek Lewandowski |

| 431 sierpnia 2024 | Warta Poznań  | 1:1   | Znicz Pruszków        |                                                                                 |
| 14:30             | Michalski 32' | (1:1) | 37' Majewski          | Stadion Respect Energy, Grodzisk Wielkopolski Widzów: 578 Sędzia: Łukasz Karski |
| 14:30             | Szeliga 20'   | (1:1) | 62' Nowak · 67' Sokół | Stadion Respect Energy, Grodzisk Wielkopolski Widzów: 578 Sędzia: Łukasz Karski |

| 531 sierpnia 2024 | Wisła Płock                                 | 0:0   | GKS Tychy                                                               |                                                       |
| 17:00             |                                             | (0:0) |                                                                         | Orlen Stadion, Płock Widzów: 5236 Sędzia: Piotr Urban |
| 17:00             | Famulak 14' · Szymański 76' · Tomczyk 90+7' | (0:0) | 41' Nedić · 70' Kurtaran · 89' Śpiączka · 89' Dijakovic · 90+10' Dziuba | Orlen Stadion, Płock Widzów: 5236 Sędzia: Piotr Urban |

| 631 sierpnia 2024 | Ruch Chorzów                                | 3:2   | Górnik Łęczna            |                                                               |
| 19:35             | Szwoch 21' · Ventura 65' · Barański 86'     | (1:1) | 43' Deja · 90+3' Warchoł | Stadion Śląski, Chorzów Widzów: 10 858 Sędzia: Piotr Rzucidlo |
| 19:35             | Sadlok 45' · Mezghrani 56' · Karasiński 77' | (1:1) |                          | Stadion Śląski, Chorzów Widzów: 10 858 Sędzia: Piotr Rzucidlo |

| 71 września 2024 | Bruk-Bet Termalica Nieciecza                      | 3:0   | Stal Stalowa Wola                             |                                                               |
| 12:00            | Zapolnik 24' · Kasperkiewicz 57' · Nowakowski 82' | (1:0) |                                               | Stadion Sportowy, Nieciecza Widzów: 2852 Sędzia: Łukasz Kuźma |
| 12:00            | Spendlhofer 7'                                    | (1:0) | 66', 79' Furtak · 70' Ruszel · 75' Wojtkowski | Stadion Sportowy, Nieciecza Widzów: 2852 Sędzia: Łukasz Kuźma |

| 81 września 2024 | Kotwica Kołobrzeg      | 1:1   | Wisła Kraków                                 |                                                                                    |
| 14:30            | Kozajda 14'            | (1:0) | 83' Rodado                                   | Stadion im. Sebastiana Karpiniuka, Kołobrzeg Widzów: 2800 Sędzia: Grzegorz Kawałko |
| 14:30            | Júnior 39' · Polak 57' | (1:0) | 61' Igbekeme · 88' Sukiennicki · 90+7' Uryga | Stadion im. Sebastiana Karpiniuka, Kołobrzeg Widzów: 2800 Sędzia: Grzegorz Kawałko |

| 91 września 2024 | Pogoń Siedlce                            | 1:1   | Stal Rzeszów             |                                                              |
| 17:00            | Milašius 9'                              | (1:1) | 45+1' (k.) Łysiak        | Stadion ROSRRiT, Siedlce Widzów: 1602 Sędzia: Albert Różycki |
| 17:00            | Pyrdoł 25' · Cássio 68' · Majewski 90+3' | (1:1) | 45+4' Synoś · 86' Łysiak | Stadion ROSRRiT, Siedlce Widzów: 1602 Sędzia: Albert Różycki |

### 9. kolejka (13 – 16 września)
| 113 września 2024 | ŁKS Łódź                 | 2:0   | Pogoń Siedlce                                                     |                                                                                    |
| 18:00             | Feiertag 40' · Arasa 47' | (1:0) | 23', 45+1' Milašius · 41' Szuprytowski · 70' Krzyżak · 73' Cássio | Stadion Miejski im. Władysława Króla, Łódź Widzów: 6687 Sędzia: Paweł Horożaniecki |

| 213 września 2024 | Wisła Kraków             | 0:1   | Warta Poznań                                            |                                                                                   |
| 20:30             |                          | (0:1) | 45+5' (k.) Michalski                                    | Stadion Miejski im. Henryka Reymana, Kraków Widzów: 15 017 Sędzia: Jacek Małyszek |
| 20:30             | Mikulec 74' · Rodado 84' | (0:1) | 11' Tkaczuk · 62' Michalski · 68' Grobelny · 79' Firlej | Stadion Miejski im. Henryka Reymana, Kraków Widzów: 15 017 Sędzia: Jacek Małyszek |

| 314 września 2024 | Stal Stalowa Wola                                | 1:3   | Wisła Płock                              |                                                                                     |
| 14:30             | Tavares 88'                                      | (0:2) | 17' Misiak · 45' Salvador · 90' Pomorski | Podkarpackie Centrum Piłki Nożnej, Stalowa Wola Widzów: 2453 Sędzia: Piotr Rzucidło |
| 14:30             | 1' Haglind-Sangré · 61' Pacheco · 75' Edmundsson | (0:2) |                                          | Podkarpackie Centrum Piłki Nożnej, Stalowa Wola Widzów: 2453 Sędzia: Piotr Rzucidło |

| 414 września 2024 | Polonia Warszawa                                        | 3:0   | Odra Opole                                                     |                                                            |
| 17:00             | Zjawiński 15' · Wojciechowski 35' · Predenkiewicz 90+1' | (2:0) |                                                                | Stadion Polonii, Warszawa Widzów: 1988 Sędzia: Piotr Idzik |
| 17:00             | Szur 8'                                                 | (2:0) | 45+1' Banaszewski · 51' Niziołek · 58' Czapliński · 78' Piroch | Stadion Polonii, Warszawa Widzów: 1988 Sędzia: Piotr Idzik |

| 514 września 2024 | Stal Rzeszów                             | 1:2   | Bruk-Bet Termalica Nieciecza                        |                                                              |
| 19:35             | Bała 82'                                 | (0:2) | 31' Zapolnik · 38' Faßbender                        | Stadion Miejski, Rzeszów Widzów: 4283 Sędzia: Łukasz Szczech |
| 19:35             | Kądziołka 18' · Šimčák 25' · Plichta 86' | (0:2) | 18' Kasperkiewicz · 90+5' Nowakowski · 90+6' Chovan | Stadion Miejski, Rzeszów Widzów: 4283 Sędzia: Łukasz Szczech |

| 615 września 2024 | Arka Gdynia                                               | 5:0   | Kotwica Kołobrzeg                      |                                                               |
| 14:30             | Hermoso 13' · Sobczak 18', 39' · Czubak 55' · Skóra 90+3' | (3:0) |                                        | Stadion Miejski, Gdynia Widzów: 8094 Sędzia: Sylwester Rasmus |
| 14:30             | Rzuchowski 4' · Kocaba 67'                                | (3:0) | 21' Petrović · 50' Wełna · 63' Witasik | Stadion Miejski, Gdynia Widzów: 8094 Sędzia: Sylwester Rasmus |

| 715 września 2024 | Górnik Łęczna             | 1:2   | Miedź Legnica                        |                                                                 |
| 17:00             | Banaszak 63'              | (0:2) | 22', 27' Antonik                     | Stadion Górnika, Łęczna Widzów: 1627 Sędzia: Mateusz Piszczelok |
| 17:00             | Banaszak 18' · Spáčil 79' | (0:2) | 40' Kovačević · 66' Chuca · 72' Bida | Stadion Górnika, Łęczna Widzów: 1627 Sędzia: Mateusz Piszczelok |

| 816 września 2024 | GKS Tychy                                                                | 0:1   | Ruch Chorzów            |                                                         |
| 19:00             |                                                                          | (0:1) | 45' Moneta              | Stadion Miejski, Tychy Widzów: 9020 Sędzia: Paweł Malec |
| 19:00             | Hołownia 21' · Dijakovic 28' · Nedić 65' · Ertlthaler 80' · Kurtaran 83' | (0:1) | 89' Sadlok · 90' Szwoch | Stadion Miejski, Tychy Widzów: 9020 Sędzia: Paweł Malec |

| 913 września 2024 | Znicz Pruszków                              | 2:3   | Chrobry Głogów            |                                                          |
| 19:00             | Okhronchuk 29' · Kędzia 82'                 | (1:2) | 13', 26', 50' Lewandowski | Stadion Znicza, Pruszków Widzów: 597 Sędzia: Paweł Pskit |
| 19:00             | Okhronchuk 37' · Stanclik 48' · Moskwik 68' | (1:2) | 66' Lebedyński            | Stadion Znicza, Pruszków Widzów: 597 Sędzia: Paweł Pskit |

### 10. kolejka (20 – 22 września)
| 120 września 2024 | Wisła Płock                                  | 1:1   | Stal Rzeszów                 |                                                               |
| 20:30             | Sekulski 81'                                 | (0:1) | 27' Thill                    | Orlen Stadion, Płock Widzów: 6018 Sędzia: Marcin Szczerbowicz |
| 20:30             | Salvador 38' · Misiak 62' · Brzozowski 90+6' | (0:1) | 51' Kościelny · 76' Bakowski | Orlen Stadion, Płock Widzów: 6018 Sędzia: Marcin Szczerbowicz |

| 221 września 2024 | Warta Poznań                                                                                      | 0:1   | Arka Gdynia                  |                                                                                 |
| 14:30             |                                                                                                   | (0:0) | 73' Vitalucci                | Stadion Respect Energy, Grodzisk Wielkopolski Widzów: 1874 Sędzia: Tomasz Wajda |
| 14:30             | Michalski 29' · Przybyłko 34' · Bartkowski 49' · Tkaczuk 58' · Kopczyński 84' · Wojcinowicz 90+4' | (0:0) | 86' Marcjanik · 90+4' Kocaba | Stadion Respect Energy, Grodzisk Wielkopolski Widzów: 1874 Sędzia: Tomasz Wajda |

| 321 września 2024 | Bruk-Bet Termalica Nieciecza                    | 2:2   | ŁKS Łódź                                                              |                                                                     |
| 17:30             | Wiech 4' (sam.) · Strzałek 16'                  | (2:1) | 38' Młynarczyk · 76' Mokrzycki                                        | Stadion Sportowy, Nieciecza Widzów: 2495 Sędzia: Sebastian Jarzębak |
| 17:30             | Hilbrycht 57' · Kasperkiewicz 78' · Trubeha 90' | (2:1) | 7' Głowacki · 33' Mokrzycki · 73' Kupczak · 85' Alastuey · 89' Pirulo | Stadion Sportowy, Nieciecza Widzów: 2495 Sędzia: Sebastian Jarzębak |

| 421 września 2024 | Kotwica Kołobrzeg                                                            | 1:1   | Górnik Łęczna                                  |                                                                                 |
| 19:35             | Kozajda 6'                                                                   | (1:0) | 86' Banaszak                                   | Stadion im. Sebastiana Karpiniuka, Kołobrzeg Widzów: 1249 Sędzia: Łukasz Karski |
| 19:35             | Júnior 40' · Kostewycz 65' · Kosakiewicz 88' · Kurowski 88' · Petrović 90+5' | (1:0) | 32' Ogaga · 62' Orlik · 84' Deja · 88' Roginić | Stadion im. Sebastiana Karpiniuka, Kołobrzeg Widzów: 1249 Sędzia: Łukasz Karski |

| 522 września 2024 | Miedź Legnica                           | 3:0   | Ruch Chorzów                |                                                                           |
| 12:30             | Kovačević 49' · Mioč 54' · Mansfeld 87' | (0:0) |                             | Stadion Miejski im. Orła Białego, Legnica Widzów: 4339 Sędzia: Damian Kos |
| 12:30             | Kaczmarski 20' · Grudziński 33'         | (0:0) | 65', 66' Sadlok · 79' Lukić | Stadion Miejski im. Orła Białego, Legnica Widzów: 4339 Sędzia: Damian Kos |

| 622 września 2024 | GKS Tychy                   | 0:0   | Stal Stalowa Wola                                     |                                                            |
| 17:00             |                             | (0:0) |                                                       | Stadion Miejski, Tychy Widzów: 2950 Sędzia: Łukasz Szczech |
| 17:00             | Ertlthaler 47' · Dziuba 52' | (0:0) | 14' Banach · 55' Ruszel · 67' Wojtkowski · 90' Furtak | Stadion Miejski, Tychy Widzów: 2950 Sędzia: Łukasz Szczech |

| 722 września 2024 | Pogoń Siedlce                                           | 2:4   | Polonia Warszawa                                               |                                                                |
| 20:00             | Pik 87' · Podliński 90+5'                               | (0:1) | 25', 86' (k.) Zjawiński · 70' Terpiłowski · 80' (sam.) Krzyżak | Stadion ROSRRiT, Siedlce Widzów: 1693 Sędzia: Grzegorz Kawałko |
| 20:00             | Szuprytowski 11' · Cássio 57' · Pik 77' · Demianiuk 89' | (0:1) | 41' Predenkiewicz · 58' Zawistowski                            | Stadion ROSRRiT, Siedlce Widzów: 1693 Sędzia: Grzegorz Kawałko |

| 82 października 2024 | Odra Opole                    | 1:1   | Znicz Pruszków                              |                                                            |
| 18:00                | Muratović 31'                 | (1:0) | 78' Olejarka                                | Stadion Miejski, Opole Widzów: 1353 Sędzia: Albert Różycki |
| 18:00                | Kamiński 24' · Czapliński 85' | (1:0) | 25' Kędzia · 34' Okhronchuk · 87' Koprowski | Stadion Miejski, Opole Widzów: 1353 Sędzia: Albert Różycki |

| 916 listopada 2024 | Chrobry Głogów | 0:3   | Wisła Kraków               |                                                         |
| 17:30              |                | (0:2) | 4', 7' Rodado · 83' Kiakos | Stadion Miejski, Głogów Widzów: 1186 Sędzia: Karol Arys |

### 11. kolejka (27 – 30 września)
| 127 września 2024 | Wisła Kraków                                              | 5:0   | Odra Opole |                                                                                     |
| 20:30             | Alfaro 49' · Kiss 53' · Rodado 59' · Zwoliński 69', 90+3' | (0:0) |            | Stadion Miejski im. Henryka Reymana, Kraków Widzów: 13 352 Sędzia: Daniel Stefański |
| 20:30             | Alfaro 30' · Carbó 84'                                    | (0:0) |            | Stadion Miejski im. Henryka Reymana, Kraków Widzów: 13 352 Sędzia: Daniel Stefański |

| 228 września 2024 | Znicz Pruszków           | 1:0   | Pogoń Siedlce              |                                                          |
| 17:30             | Stanclik 88' (k.)        | (0:0) |                            | Stadion Znicza, Pruszków Widzów: 500 Sędzia: Paweł Pskit |
| 17:30             | Ciepiela 23' · Sokół 70' | (0:0) | 3' Demianiuk · 74' Krzyżak | Stadion Znicza, Pruszków Widzów: 500 Sędzia: Paweł Pskit |

| 328 września 2024 | Górnik Łęczna | 1:1   | Warta Poznań                              |                                                          |
| 19:35             | Warchoł 82'   | (0:0) | 56' Firlej                                | Stadion Górnika, Łęczna Widzów: 1514 Sędzia: Piotr Urban |
| 19:35             | Deja 90+2'    | (0:0) | 76' Szeliga · 81' Shibata · 83' Przybyłko | Stadion Górnika, Łęczna Widzów: 1514 Sędzia: Piotr Urban |

| 429 września 2024 | Arka Gdynia              | 2:0   | Chrobry Głogów             |                                                             |
| 12:00             | Czubak 81', 86'          | (0:0) |                            | Stadion Miejski, Gdynia Widzów: 7786 Sędzia: Piotr Rzucidlo |
| 12:00             | Hermoso 67' · Sidibe 82' | (0:0) | 7' Zarówny · 90+2' Malczuk | Stadion Miejski, Gdynia Widzów: 7786 Sędzia: Piotr Rzucidlo |

| 529 września 2024 | Polonia Warszawa                                           | 0:1   | Bruk-Bet Termalica Nieciecza |                                                                   |
| 14:30             |                                                            | (0:0) | 66' Ambrosiewicz             | Stadion Polonii, Warszawa Widzów: 2981 Sędzia: Damian Sylwestrzak |
| 14:30             | Poczobut 49' · Olszewski 64' · Hoxhallari 85' · Szur 90+3' | (0:0) | 70' Isik · 80' Zawijski      | Stadion Polonii, Warszawa Widzów: 2981 Sędzia: Damian Sylwestrzak |

| 629 września 2024 | Miedź Legnica                | 1:1   | Kotwica Kołobrzeg |                                                                                   |
| 17:00             | Mansfeld 75'                 | (0:0) | 71' Sègbè         | Stadion Miejski im. Orła Białego, Legnica Widzów: 3278 Sędzia: Mateusz Piszczelok |
| 17:00             | Podgórski 87' · Hartherz 88' | (0:0) | 90+4' Kurowski    | Stadion Miejski im. Orła Białego, Legnica Widzów: 3278 Sędzia: Mateusz Piszczelok |

| 729 września 2024 | Stal Stalowa Wola              | 2:0   | Ruch Chorzów                             |                                                                                  |
| 19:30             | Furtak 45' · Urban 55'         | (1:0) |                                          | Podkarpackie Centrum Piłki Nożnej, Stalowa Wola Widzów: 3764 Sędzia: Piotr Idzik |
| 19:30             | Pioterczak 8' · Kukułowicz 49' | (1:0) | 13', 64' Myszor · 54' Lukić · 67' Moneta | Podkarpackie Centrum Piłki Nożnej, Stalowa Wola Widzów: 3764 Sędzia: Piotr Idzik |

| 830 września 2024 | Stal Rzeszów                                                             | 5:1   | GKS Tychy      |                                                                  |
| 18:00             | Kaczor 18' · Warczak 43' · Nedić 45' (sam.) · Wachowiak 51' · Łyczko 64' | (3:1) | 15' Dziuba     | Stadion Miejski, Rzeszów Widzów: 2812 Sędzia: Damian Krumplewski |
| 18:00             | Oleksy 39'                                                               | (3:1) | 73' Szpakowski | Stadion Miejski, Rzeszów Widzów: 2812 Sędzia: Damian Krumplewski |

| 930 września 2024 | ŁKS Łódź                 | 0:1   | Wisła Płock                                   |                                                                                    |
| 17:30             |                          | (0:0) | 60' Pomorski                                  | Stadion Miejski im. Władysława Króla, Łódź Widzów: 7268 Sędzia: Tomasz Kwiatkowski |
| 17:30             | Feiertag 62' · Wiech 71' | (0:0) | 15' Hiszpański · 46' Pacheco · 55' Brzozowski | Stadion Miejski im. Władysława Króla, Łódź Widzów: 7268 Sędzia: Tomasz Kwiatkowski |

### 12. kolejka (4 – 6 października)
| 14 października 2024 | Warta Poznań | 1:4   | Miedź Legnica                                           |                                                                                       |
| 18:00                | Adamski 72'  | (0:4) | 4' Antonik · 17' Mansfeld · 26' Kaczmarski · 39' Kostka | Stadion Respect Energy, Grodzisk Wielkopolski Widzów: 1014 Sędzia: Sebastian Jarzębak |
| 18:00                | Markow 23'   | (0:4) |                                                         | Stadion Respect Energy, Grodzisk Wielkopolski Widzów: 1014 Sędzia: Sebastian Jarzębak |

| 24 października 2024 | Ruch Chorzów                                                        | 1:0   | Kotwica Kołobrzeg |                                                               |
| 20:30                | Wełna 75' (sam.)                                                    | (0:0) |                   | Stadion Śląski, Chorzów Widzów: 10 407 Sędzia: Jacek Małyszek |
| 20:30                | Mezghrani 34' · Szwoch 37' · Szczepan 47' · Kozak 77' · Ventúra 83' | (0:0) | 61' Kozajda       | Stadion Śląski, Chorzów Widzów: 10 407 Sędzia: Jacek Małyszek |

| 35 października 2024 | Stal Stalowa Wola     | 2:2   | Stal Rzeszów          |                                                                                         |
| 14:30                | Švec 4' · Strózik 49' | (1:1) | 19' Łysiak · 68' Bała | Podkarpackie Centrum Piłki Nożnej, Stalowa Wola Widzów: 3764 Sędzia: Leszek Lewandowski |
| 14:30                | Mydlarz 45+3'         | (1:1) | 83' Oleksy            | Podkarpackie Centrum Piłki Nożnej, Stalowa Wola Widzów: 3764 Sędzia: Leszek Lewandowski |

| 45 października 2024 | Wisła Płock | 4:1   | Polonia Warszawa |                                   |
| 17:30                |             | (1:1) |                  | Orlen Stadion, Płock Widzów: 6054 |

| 55 października 2024 | Pogoń Siedlce | 1:3   | Wisła Kraków |                                       |
| 19:35                |               | (1:1) |              | Stadion ROSRRiT, Siedlce Widzów: 2566 |

| 66 października 2024 | Chrobry Głogów | 1:1   | Górnik Łęczna |                                     |
| 12:00                |                | (1:0) |               | Stadion Miejski, Głogów Widzów: 546 |

| 76 października 2024 | Odra Opole | 0:6   | Arka Gdynia |                                     |
| 14:30                |            | (0:3) |             | Stadion Miejski, Opole Widzów: 1574 |

| 86 października 2024 | GKS Tychy | 0:3   | ŁKS Łódź |                                     |
| 17:00                |           | (0:2) |          | Stadion Miejski, Tychy Widzów: 4183 |

| 96 października 2024 | Bruk-Bet Termalica Nieciecza | 1:2   | Znicz Pruszków |                                          |
| 19:00                |                              | (1:2) |                | Stadion Sportowy, Nieciecza Widzów: 1785 |

### 13. kolejka (18 – 21 października)
| 118 października 2024 | Górnik Łęczna | 2:2 | Odra Opole |                         |
| 18:00                 |               |     |            | Stadion Górnika, Łęczna |

| 218 października 2024 | Wisła Kraków | 2:0 | Bruk-Bet Termalica Nieciecza |                                             |
| 20:30                 |              |     |                              | Stadion Miejski im. Henryka Reymana, Kraków |

| 319 października 2024 | Kotwica Kołobrzeg | 0:1 | Warta Poznań |                                              |
| 14:30                 |                   |     |              | Stadion im. Sebastiana Karpiniuka, Kołobrzeg |

| 419 października 2024 | Miedź Legnica | 1:0 | Chrobry Głogów |                                           |
| 17:30                 |               |     |                | Stadion Miejski im. Orła Białego, Legnica |

| 519 października 2024 | Znicz Pruszków | 2:2 | Wisła Płock |                          |
| 19:35                 |                |     |             | Stadion Znicza, Pruszków |

| 620 października 2024 | Polonia Warszawa | 2:1 | GKS Tychy |                           |
| 12:00                 |                  |     |           | Stadion Polonii, Warszawa |

| 720 października 2024 | Arka Gdynia | 2:1 | Pogoń Siedlce |                         |
| 14:30                 |             |     |               | Stadion Miejski, Gdynia |

| 820 października 2024 | ŁKS Łódź | 0:0 | Stal Stalowa Wola |                                            |
| 17:00                 |          |     |                   | Stadion Miejski im. Władysława Króla, Łódź |

| 921 października 2024 | Stal Rzeszów | 0:2 | Ruch Chorzów |                          |
| 19:00                 |              |     |              | Stadion Miejski, Rzeszów |

### 14. kolejka (25 – 28 października)
| 125 października 2024 | Chrobry Głogów | 3:2 | Kotwica Kołobrzeg |                         |
| 18:00                 |                |     |                   | Stadion Miejski, Głogów |

| 225 października 2024 | Ruch Chorzów | 2:1 | Warta Poznań |                         |
| 20:30                 |              |     |              | Stadion Śląski, Chorzów |

| 326 października 2024 | Odra Opole | 0:2 | Miedź Legnica |                        |
| 14:30                 |            |     |               | Stadion Miejski, Opole |

| 426 października 2024 | Stal Rzeszów | 2:4 | ŁKS Łódź |                          |
| 17:30                 |              |     |          | Stadion Miejski, Rzeszów |

| 526 października 2024 | Bruk-Bet Termalica Nieciecza | 2:1 | Arka Gdynia |                             |
| 19:35                 |                              |     |             | Stadion Sportowy, Nieciecza |

| 626 października 2024 | Pogoń Siedlce | 1:1 | Górnik Łęczna |                          |
| 20:00                 |               |     |               | Stadion ROSRRiT, Siedlce |

| 727 października 2024 | Wisła Płock | 1:3 | Wisła Kraków |                      |
| 14:30                 |             |     |              | Orlen Stadion, Płock |

| 827 października 2024 | Stal Stalowa Wola | 1:1 | Polonia Warszawa |                                                 |
| 14:30                 |                   |     |                  | Podkarpackie Centrum Piłki Nożnej, Stalowa Wola |

| 928 października 2024 | GKS Tychy | 1:1 | Znicz Pruszków |                        |
| 19:00                 |           |     |                | Stadion Miejski, Tychy |

### 15. kolejka (2 – 4 listopada)
| 12 listopada 2024 | Znicz Pruszków | 0:1 | Stal Stalowa Wola |                          |
| 12:00             |                |     |                   | Stadion Znicza, Pruszków |

| 22 listopada 2024 | Kotwica Kołobrzeg | 0:1 | Odra Opole |                                              |
| 14:30             |                   |     |            | Stadion im. Sebastiana Karpiniuka, Kołobrzeg |

| 32 listopada 2024 | Górnik Łęczna | 0:2 | Bruk-Bet Termalica Nieciecza |                         |
| 17:00             |               |     |                              | Stadion Górnika, Łęczna |

| 42 listopada 2024 | Arka Gdynia | 2:0 | Wisła Płock |                         |
| 19:35             |             |     |             | Stadion Miejski, Gdynia |

| 53 listopada 2024 | Miedź Legnica | 4:1 | Pogoń Siedlce |                                           |
| 12:00             |               |     |               | Stadion Miejski im. Orła Białego, Legnica |

| 63 listopada 2024 | ŁKS Łódź | 0:1 | Ruch Chorzów |                                            |
| 14:30             |          |     |              | Stadion Miejski im. Władysława Króla, Łódź |

| 73 listopada 2024 | Warta Poznań | 1:0 | Chrobry Głogów |                                               |
| 17:00             |              |     |                | Stadion Respect Energy, Grodzisk Wielkopolski |

| 84 listopada 2024 | Polonia Warszawa | 1:0 | Stal Rzeszów |                           |
| 17:00             |                  |     |              | Stadion Polonii, Warszawa |

| 94 listopada 2024 | Wisła Kraków | 0:0 | GKS Tychy |                                             |
| 19:00             |              |     |           | Stadion Miejski im. Henryka Reymana, Kraków |

### 16. kolejka (7 – 10 listopada)
| 17 listopada 2024 | Ruch Chorzów | 5:0 | Chrobry Głogów |                         |
| 19:00             |              |     |                | Stadion Śląski, Chorzów |

| 28 listopada 2024 | Pogoń Siedlce | 2:1 | Kotwica Kołobrzeg |                          |
| 18:00             |               |     |                   | Stadion ROSRRiT, Siedlce |

| 38 listopada 2024 | ŁKS Łódź | 0:0 | Polonia Warszawa |                                            |
| 20:30             |          |     |                  | Stadion Miejski im. Władysława Króla, Łódź |

| 49 listopada 2024 | GKS Tychy | 1:1 | Arka Gdynia |                        |
| 14:30             |           |     |             | Stadion Miejski, Tychy |

| 59 listopada 2024 | Odra Opole | 0:0 | Warta Poznań |                        |
| 17:30             |            |     |              | Stadion Miejski, Opole |

| 69 listopada 2024 | Bruk-Bet Termalica Nieciecza | 1:1 | Miedź Legnica |                             |
| 19:35             |                              |     |               | Stadion Sportowy, Nieciecza |

| 710 listopada 2024 | Stal Stalowa Wola | 1:5 | Wisła Kraków |                                                 |
| 12:45              |                   |     |              | Podkarpackie Centrum Piłki Nożnej, Stalowa Wola |

| 810 listopada 2024 | Wisła Płock | 2:2 | Górnik Łęczna |                      |
| 14:30              |             |     |               | Orlen Stadion, Płock |

| 910 listopada 2024 | Stal Rzeszów | 2:1 | Znicz Pruszków |                          |
| 17:00              |              |     |                | Stadion Miejski, Rzeszów |

### 17. kolejka (22 – 25 listopada)
| 122 listopada 2024 | Kotwica Kołobrzeg | 0:5 | Bruk-Bet Termalica Nieciecza |                                              |
| 18:00              |                   |     |                              | Stadion im. Sebastiana Karpiniuka, Kołobrzeg |

| 222 listopada 2024 | Wisła Kraków | 1:1 | Stal Rzeszów |                                             |
| 20:30              |              |     |              | Stadion Miejski im. Henryka Reymana, Kraków |

| 323 listopada 2024 | Chrobry Głogów | 1:1 | Odra Opole |                         |
| 14:30              |                |     |            | Stadion Miejski, Głogów |

| 423 listopada 2024 | Górnik Łęczna | 2:2 | GKS Tychy |                         |
| 17:30              |               |     |           | Stadion Górnika, Łęczna |

| 523 listopada 2024 | Znicz Pruszków | 2:2 | ŁKS Łódź |                          |
| 19:35              |                |     |          | Stadion Znicza, Pruszków |

| 624 listopada 2024 | Warta Poznań | 2:1 | Pogoń Siedlce |                                               |
| 12:00              |              |     |               | Stadion Respect Energy, Grodzisk Wielkopolski |

| 724 listopada 2024 | Polonia Warszawa | 1:0 | Ruch Chorzów |                           |
| 14:30              |                  |     |              | Stadion Polonii, Warszawa |

| 824 listopada 2024 | Arka Gdynia | 5:1 | Stal Stalowa Wola |                         |
| 17:00              |             |     |                   | Stadion Miejski, Gdynia |

| 925 listopada 2024 | Miedź Legnica | 2:2 | Wisła Płock |                                           |
| 19:00              |               |     |             | Stadion Miejski im. Orła Białego, Legnica |

### 18. kolejka (29 listopada – 2 grudnia)
| 129 listopada 2024 | Znicz Pruszków | wynik | Polonia Warszawa |                          |
| 18:00              |                |       |                  | Stadion Znicza, Pruszków |

| 229 listopada 2024 | Ruch Chorzów | wynik | Odra Opole |                         |
| 20:30              |              |       |            | Stadion Śląski, Chorzów |

| 330 listopada 2024 | Miedź Legnica | wynik | GKS Tychy |                                           |
| 14:30              |               |       |           | Stadion Miejski im. Orła Białego, Legnica |

| 430 listopada 2024 | Kotwica Kołobrzeg | wynik | Wisła Płock |                                              |
| 17:30              |                   |       |             | Stadion im. Sebastiana Karpiniuka, Kołobrzeg |

| 530 listopada 2024 | Wisła Kraków | wynik | ŁKS Łódź |                                             |
| 19:35              |              |       |          | Stadion Miejski im. Henryka Reymana, Kraków |

| 61 grudnia 2024 | Chrobry Głogów | wynik | Pogoń Siedlce |                         |
| 12:00           |                |       |               | Stadion Miejski, Głogów |

| 71 grudnia 2024 | Warta Poznań | wynik | Bruk-Bet Termalica Nieciecza |                                               |
| 14:30           |              |       |                              | Stadion Respect Energy, Grodzisk Wielkopolski |

| 81 grudnia 2024 | Górnik Łęczna | wynik | Stal Stalowa Wola |                         |
| 17:00           |               |       |                   | Stadion Górnika, Łęczna |

| 92 grudnia 2024 | Arka Gdynia | wynik | Stal Rzeszów |                         |
| 19:00           |             |       |              | Stadion Miejski, Gdynia |

### 19. kolejka (6 – 9 grudnia)
| 16 grudnia 2024 | Stal Stalowa Wola | wynik | Miedź Legnica |                                                 |
| 18:00           |                   |       |               | Podkarpackie Centrum Piłki Nożnej, Stalowa Wola |

| 26 grudnia 2024 | Polonia Warszawa | wynik | Wisła Kraków |                           |
| 20:30           |                  |       |              | Stadion Polonii, Warszawa |

| 37 grudnia 2024 | GKS Tychy | wynik | Kotwica Kołobrzeg |                        |
| 14:30           |           |       |                   | Stadion Miejski, Tychy |

| 47 grudnia 2024 | Bruk-Bet Termalica Nieciecza | wynik | Chrobry Głogów |                             |
| 17:30           |                              |       |                | Stadion Sportowy, Nieciecza |

| 57 grudnia 2024 | Stal Rzeszów | wynik | Górnik Łęczna |                          |
| 19:35           |              |       |               | Stadion Miejski, Rzeszów |

| 68 grudnia 2024 | Pogoń Siedlce | wynik | Odra Opole |                          |
| 12:00           |               |       |            | Stadion ROSRRiT, Siedlce |

| 78 grudnia 2024 | Znicz Pruszków | wynik | Ruch Chorzów |                          |
| 14:30           |                |       |              | Stadion Znicza, Pruszków |

| 88 grudnia 2024 | Wisła Płock | wynik | Warta Poznań |                      |
| 17:00           |             |       |              | Orlen Stadion, Płock |

| 99 grudnia 2024 | ŁKS Łódź | wynik | Arka Gdynia |                                            |
| 19:00           |          |       |             | Stadion Miejski im. Władysława Króla, Łódź |